# Lijst van voetbalinterlands Canada - Nederland (vrouwen)
Deze lijst van voetbalinterlands is een overzicht van alle voetbalwedstrijden tussen de nationale vrouwenteams van Canada en Nederland.
Canada en Nederland hebben veertien keer tegen elkaar gespeeld. De eerste wedstrijd was een vriendschappelijk duel op 5 juni 1988 in Guangzhou (China). 

## Wedstrijden
| №  | Plaats    | Datum           | Competitie        | Wedstrijd          | Uitslag |
| -- | --------- | --------------- | ----------------- | ------------------ | ------- |
| 1  | Guangzhou | 5 juni 1988     | Onofficieel WK    | Canada − Nederland | 1 − 1   |
| 2  | Apeldoorn | 19 april 2005   | Vriendschappelijk | Nederland − Canada | 1 − 1   |
| 3  | Vancouver | 1 maart 2006    | Vriendschappelijk | Canada − Nederland | 1 − 0   |
| 4  | Victoria  | 4 maart 2006    | Vriendschappelijk | Canada − Nederland | 3 − 1   |
| 5  | Larnaca   | 7 maart 2009    | Vriendschappelijk | Nederland − Canada | 1 − 2   |
| 6  | São Paulo | 9 december 2010 | Vriendschappelijk | Canada − Nederland | 5 − 0   |
| 7  | Paralimni | 9 maart 2011    | Vriendschappelijk | Canada − Nederland | 2 − 1   |
| 8  | Rome      | 28 mei 2011     | Vriendschappelijk | Canada − Nederland | 2 − 0   |
| 9  | Larnaca   | 4 maart 2012    | Vriendschappelijk | Nederland − Canada | 0 − 1   |
| 10 | Nicosia   | 11 maart 2013   | Vriendschappelijk | Nederland − Canada | 0 − 1   |
| 11 | Montreal  | 16 juni 2015    | WK 2015           | Nederland − Canada | 1 − 1   |
| 12 | Eindhoven | 10 april 2016   | Vriendschappelijk | Nederland − Canada | 1 − 2   |
| 13 | Reims     | 20 juni 2019    | WK 2019           | Nederland − Canada | 2 − 1   |
| 14 | Calais    | 7 maart 2020    | Vriendschappelijk | Canada − Nederland | 0 − 0   |

## Samenvatting
| Competitie        | Totaal gespeeld | Winst Canada | Gelijk | Winst Nederland | Doelsaldo Canada – Nederland |
| ----------------- | --------------- | ------------ | ------ | --------------- | ---------------------------- |
| WK-eindronde      | 2               | 0            | 1      | 1               | 2 − 3                        |
| Vriendschappelijk | 11              | 9            | 2      | 0               | 20 − 5                       |
| Onofficieus WK    | 1               | 0            | 1      | 0               | 1 − 1                        |
| Totaal            | 14              | 9            | 4      | 1               | 23 − 9                       |